# ナノメートル
ナノメートル（nanometre、記号: nm）は、国際単位系の長さの単位で、10−9メートル (m) = 10億分の1メートル。
SI基本単位であるメートルに、基礎となる単位の10−9の量である事を示すSI接頭語のナノを付けたものである。
- 1 nm = 0.001 µm = 0.000001 mm
- 1 nm = 10 Å

ピコメートル ≪ ナノメートル ≪ マイクロメートル
光の波長（100 - 1000 nmオーダー）や、原子・分子の構造（0.1 - 10 nmオーダー）などを表すのに使われる。

## ミリミクロン
ミクロン（micron, マイクロメートル (micrometre) の旧称）の1/1000であることから、ミリミクロン（millimicron、記号 mµ）とも呼ばれた。1967年の国際度量衡総会でミクロン自体が廃止されており、現在は原則としてミクロンもミリミクロンも使われない。

## 符号位置
| 記号 | Unicode | JIS X 0213 | 文字参照          | 名称         |
| ---- | ------- | ---------- | ----------------- | ------------ |
| ㎚   | U+339A  | -          | &#x339A; &#13210; | ナノメートル |

## ナノメートルに由来する接頭辞ナノ
現在の電子デバイスや微細加工、あるいは分子生物学では、ナノメートルの領域の技術が使われている。そのため半導体産業などでは、ナノテクノロジーという言葉がよく使われている。最近では、微細ナノ加工・ナノスケール技術・ナノ構造物質などについて具体的な長さを示すのではなく、単に「小さい」ということを示すための接頭辞としての用例である。という誤解が見られるが、実際にはそれらの技術はナノスケールで起きる物性の変化と不可分に関わっている技術である。